# Matteo Canavesi
Matteo Canavesi (Gallarate, 20 agosto 1986) è un ex cestista italiano.
Gioca nel ruolo di ala grande, si distingue per il buon tiro dalla media distanza.

## Carriera
Cresce cestisticamente nelle giovanili della Robur Varese a poca distanza dalla sua Gallarate e all'età di 18 anni viene messo sotto contratto dalla Sutor Montegranaro che lo fa esordire in Legadue.
Con Montegranaro gioca i campionati 2004-2005 e 2005-2006 in Legadue realizzando una media di 4,7 punti per partita che considerando la sua età facevano di lui un ottimo prospetto cestistico. Nella stagione 2006-07 esordisce in Serie A con la squadra gialloblù e nel corso della stagione realizza 4,2 punti per partita uscendo dalla panchina come cambio di Valerio Amoroso. Nell'anno successivo trova molto meno spazio e riesce a collezionare solo 1,5 punti per partita.
Nella stagione 2008-09 torna in Legadue con l'Andrea Costa Imola con la formula del prestito annuale. Nel corso della stagione realizza 7 punti a partita.
Nella stagione 2009-10 la Sutor Montegranaro lo cede in prestito alla Carmatic Pistoia in Legadue dove realizza 6,6 punti per partita nella stagione regolare e 7 punti per partita nei play-off per l'accesso alla Serie A.
Nella stagione 2010-11 la Sutor Montegranaro lo inserisce nel roster che partecipa al campionato di Serie A come cambio di Dejan Ivanov.
Il 28 marzo 2011 va in prestito fino alla fine della stagione al Basket Club Ferrara, squadra che milita in Legadue,
ha chiuso la stagione in crescendo a Ferrara, contribuendo alla salvezza degli estensi.
Nel campionato 2011-12 gioca nella Biancoblù Bologna, in Legadue. Nel corso della stagione realizza 8 punti di media a partita.
Canavesi aveva iniziato la stagione 2012-2013 allenandosi con la Junior Casale Monferrato, senza firmare con alcuna squadra. Nel gennaio 2013 ha accettato l'offerta del Latina Basket in terza serie.
Il 17 febbraio 2014 viene preso in prova dall'Orlandina Basket in DNA Gold ma pochi giorni più tardi, il 1º marzo, viene tesserato dalla Poderosa Montegranaro che milita nel campionato di DNB, quarta serie nazionale.
Nell'estate 2015 firma un contratto per la stagione 2015-16 con la Pallacanestro Trieste in A2 girone est. Nella stagione regolare colleziona 29 presenze, con un impiego medio di 13,58 minuti e 4,6 punti a partita. Mentre nei play-off colleziona 4 presenze, per 14,34 minuti e 4,8 punti a partita.

## Nazionale
Ha giocato nelle Nazionali giovanili e conta qualche convocazione anche con la nazionale maggiore dell'Italia.